# 南得撫水道
南得撫水道 (みなみうるっぷすいどう、ロシア語: Уруп)は、知理保以島と得撫島との間にあり、オホーツク海と太平洋を接続する海峡である。
長さは約20kmで最小幅は30km、平均水深は200mで最大深度は500m以上もある。
南得撫水道に面した海岸は切り立っており、得撫島からは烏ノ尾崎(別名:東雲崎)が海峡に向かって飛び出している。